# Баев, Чермен Васильевич

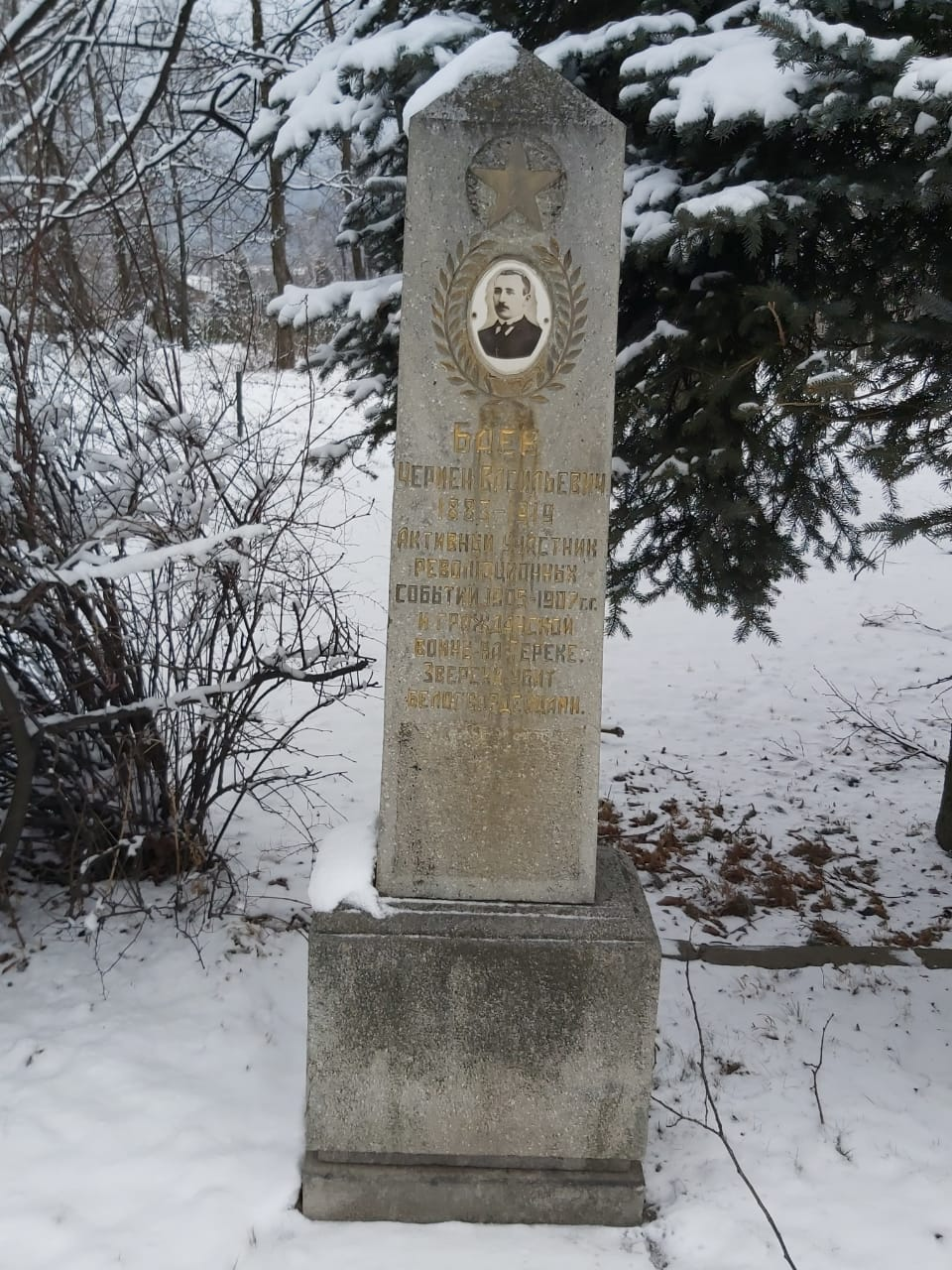
Могила Чермена Баева, Аллея Славы во Владикавказе. Памятник культурного наследия федерального значения

Рома́н (Черме́н) Васи́льевич Ба́ев (осет. Байаты Чермен; 15 февраля 1886 — январь 1919) — известный революционер, меньшевик-плехановец, активный участник революции 1905—1907 гг.

## Биография
Родился в осетинской состоятельной семье. Младший брат Гаппо Баева. Окончил мужскую классическую гимназию во Владикавказе.
В 1905 году активно работает в частях Апшеронского полка и Осетинского конного дивизиона, призывая к восстанию и агитируя нижних чинов дивизиона против царского строя. Был арестован за призыв к восстанию после того, как всадники дивизиона 12 декабря 1905 года убили помощника пристава и городового.
20 ноября 1906 г. Тифлисская судебная палата по особому присутствию заседания вынесла приговор подсудимому Роману Баеву — заключение в крепость на восемь месяцев.
Участвовал в первой мировой войне. В 1914—1915 годах учился в Петроградском университете. После возвращается в Осетию стал членом исполнительного комитета Владикавказского округа.
В начале 1918 года сопровождал Сергей Миронович Кирова в село Ольгинское, куда он выезжал для примирения осетин и ингушей. А августе 1918 года принимал активное участие в разгроме контрреволюционного мятежа, получившего название Августовских событий.
Осенью 1918 года по заданию Серго Орджоникидзе отправился в Ардон, чтобы вернуть угнанные белогвардейцами стадо в восемь тысяч голов. Отряд белогвардейцев возглавлял Угалук Цаликов, который позднее сыграл значительную роль в гибели Чермена Баева. Был пойман белогвардейцами в Ардоне, где Угалук Цаликов потребовал немедленного его расстрела, который был совершён в январе 1919 года между станицей Архонской и селением Гизель.
Перезахоронен на Аллее Славы.

## Память
- Его могила является памятником истории культурного наследия федерального значения.
- Улица Чермена Баева расположена на правом берегу Терека между переулками Соляным и Кирпичным